# Sonesimia dimidiata
Sonesimia dimidiata är en insektsart som beskrevs av Young 1977. Sonesimia dimidiata ingår i släktet Sonesimia och familjen dvärgstritar. Inga underarter finns listade i Catalogue of Life.